# Moncrabeau
 Moncrabeau  es una población y comuna francesa, en la región de Aquitania, departamento de Lot y Garona, en el distrito de Nérac y cantón de Francescas.

## Demografía
| 1173 | 1050 | 915 | 823 | 789 | 780 |
| Para los censos de 1962 a 1999 la población legal corresponde a la población sin duplicidades (Fuente: INSEE [Consultar]) |      |     |     |     |     |